# Burn (AirSculpture)
Burn is een livealbum van de Britse muziekgroep AirSculpture. Het album bevat een registratie van hun optreden tijdens het Hampshire Jam Festival, versie 2 in november 2002. Het festival is geheel gewijd aan elektronische muziek. Het muziekalbum kwam uit in een tijd waarin al voor enkele jaren niets nieuws van de band werd uitgebracht, maar in 2009 volgde een nieuw album, in downloadversie.
Het album bevat elektronische muziek uit de Berlijnse School voor elektronische muziek, dus langere composities annex improvisaties. Men moest een beetje improviseren qua instrumentarium, want de mellotron die de band had, liet het geheel afweten en kon verder niet meer gebruikt worden.

## Musici
- Adrian Beasly – toetsinstrumenten, waaronder een echte en een virtuele mellotron, Elka Rhapsody en andere synthesizers;
- John Christian – analoge en digitale synthesizers
- Peter Ruczynski – idem.

## Composities
1. Burn; stage 1 (12:38)
2. Burn; stage 2 (17:19)
3. Burn; stage 3 (14:59)
4. Burn; stage 4 (15:58)